# Youssouf Koné
Youssouf Koné (Bamako, 5 luglio 1995) è un calciatore maliano, difensore del JS Kabylie.